# عاي (كنعان)

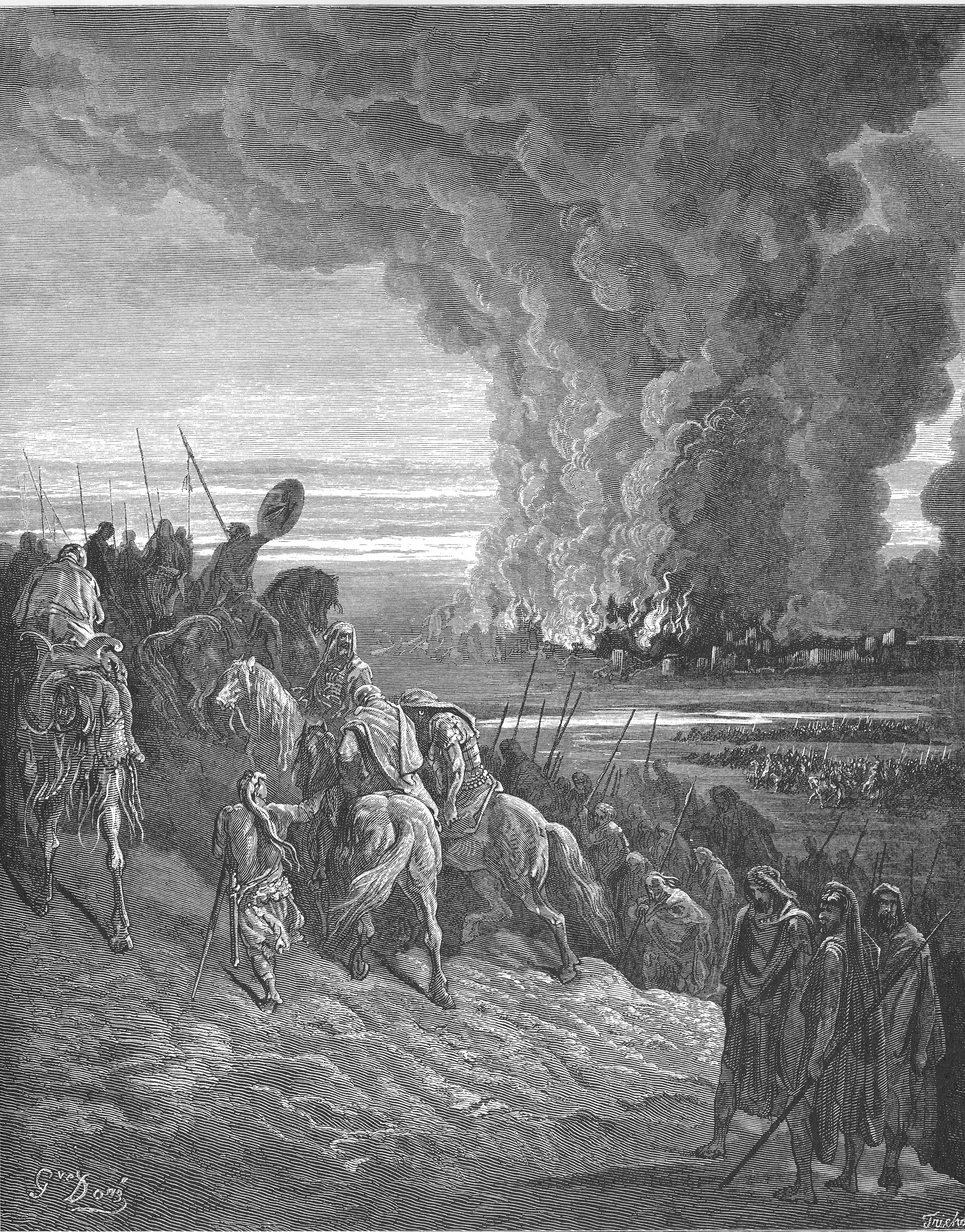
جوستاف دوريه، «بلدة آي» (1866).

عاي أو العي (بالعبرية: הָעַי‏) كانت مدينة كنعانية. وفقًا لسفر يشوع في الكتاب المقدس العبري، احتلها الإسرائيليون في محاولتهم الثانية.

## السرد الكتابي
وفقًا لسفر التكوين، بنى إبراهيم مذبحًا بين بيت إيل وعاي.
في سفر يشوع، حاول الإسرائيليون غزو عاي في مناسبتين. فشلوا في الأولى، في يشوع 7. تصور الرواية التوراتية الفشل على أنه ناتج عن خطيئة سابقة لعخان، حيث رجمه الإسرائيليون حتى الموت. في المحاولة الثانية، في يشوع 8 تلقى يوشع بن نون تعليمات من الرب، ودخل مع المقاتلين إلى المدينة وأضرموا فيها النار، وقُتل 12000 رجل وامرأة، ودمروا الأرض. وقبضوا على ملكها وشُنق على شجرة حتى المساء. ثم وضع جسده على أبواب المدينة ووضعت الحجارة فوق جسده. ثم أحرق الإسرائيليون عاي بالكامل و«جعلوها كومة دائمة من الخراب». أخبرهم الرب أن بإمكانهم أخذ الماشية كنهب وقد فعلوا ذلك.

## المواقع المحتملة

### التل
اقترح إدوارد روبنسون (1794-1863)، الذي حدد عديد المواقع التوراتية في بلاد الشام على أساس أسماء الأماكن المحلية والتضاريس الأساسية، أن التل أو خربة حيجة كانتا على الأرجح مدينة العي على أسس لغوية. فضل الأول حيث كانت هناك أطلال مرئية في ذلك الموقع. نقطة أخرى لصالحها هي حقيقة أن الاسم العبري "عي" يعني إلى حد ما نفس الاسم العربي الحديث "التل".
حتى عشرينيات القرن العشرين ، كانت القراءة "الوضعية" لعلم الآثار حتى الآن سائدة - وهو اعتقاد أن علم الآثار سيثبت، وكان يثبت، تاريخ روايات التيه والغزو التي أرخت الخروج الجماعي في عام 1440 قبل الميلاد وغزو جوشوا لكنعان حوالي عام 1400 قبل الميلاد.:117 وبناءً على ذلك، وعلى أساس الحفريات في عشرينيات القرن الماضي، اعتقد الباحث الأمريكي ويليام فوكسويل أولبرايت أن التل كانت العي.:86
ومع ذلك، وجدت الحفريات في التل في ثلاثينيات القرن العشرين، التي أجرتها جوديث ماركيه كراوس، أنه توجد هناك مدينة محصنة خلال العصر البرونزي المبكر، بين 3100 و 2400 قبل الميلاد، وبعد ذلك دُمرت وهُجرت. لم تعثر الحفريات على أي دليل على الاستيطان في العصور البرونزية الوسطى أو المتأخرة.:117